# Торран, Ники
Ники Торран (порт. Niki Torrão; 18 ноября 1987, Йоханнесбург) — футболист, выступавший за сборную Макао.

## Биография

### Клубная карьера
Родился в ЮАР, но вырос в Португалии, где и начинал карьеру, выступая за клубы низших лиг.
В 2011 году переехал в Макао. Множество раз становился чемпионом страны в составе команд «Виндзор Арч Ка Ай», «Бенфика» и «Чао Пак Кей». В составе «Бенфики» принимал участие в розыгрышах Кубка АФК. Дважды в 2013 и 2022 году становился лучшим бомбардиром чемпионата Макао. Также ему принадлежит рекорд по количеству голов в одном матче. В 2021 году в игре чемпионата Макао против «Чень Фунь» Торран отметился септа-триком (7 голов).

### Карьера в сборной
Дебютировал за сборную Макао летом 2011 года, сыграв 2 матча в рамках первого раунда отборочного турнира чемпионата мира 2014 против сборной Вьетнама (0:6; 1:7). Также принял участие в двух матчах против Камбоджи (0:3; 1:1) в первом отборочном раунде чемпионата мира 2018 и одном матче против Шри-Ланки в отборе на чемпионат мира 2022. В 2017 году также был участником  третьего отборочного раунда Кубка Азии 2019. Вернулся в сборную в 2023 году, спустя 4 года с момента последнего матча.

## Личная жизнь
Младший брат — Рикарду (р. 1991), также выступал за сборную Макао.